# Курт Гарнетт
Курт Гарнетт (англ. Curt Harnett, 14 травня 1965) — канадський велогонщик.
Срібний призер Олімпійських Ігор 1984 року в гіті на 1 км, бронзовий призер 1992 (спринт), 1996 (спринт) років, учасник 1988 року.
Срібний призер Ігор Співдружності 1990 (матч-спринт), 1994 (матч-спринт) років.
Переможець Панамериканських ігор 1987 року в гіті на 1000 м, бронзовий призер 1987 року в матч-спринті.
Срібний призер Чемпіонату світу з трекових велоперегонів 1990 (спринт), 1995 (спринт) років.